# 第二十三届超级碗
第二十三届超级碗（Super Bowl XXIII）是美国国家橄榄球联盟1988赛季的总决赛，由美联冠军辛辛那提孟加拉虎队对阵国联冠军旧金山49人队。比赛于1989年1月22日在迈阿密的乔·罗比体育场举行。
最终，旧金山49人队以20-16战胜辛辛那提孟加拉虎队，第三次夺得超级碗冠军。外接手杰瑞·赖斯（Jerry Rice）获得最有价值球员称号。